# Théophraste Renaudot

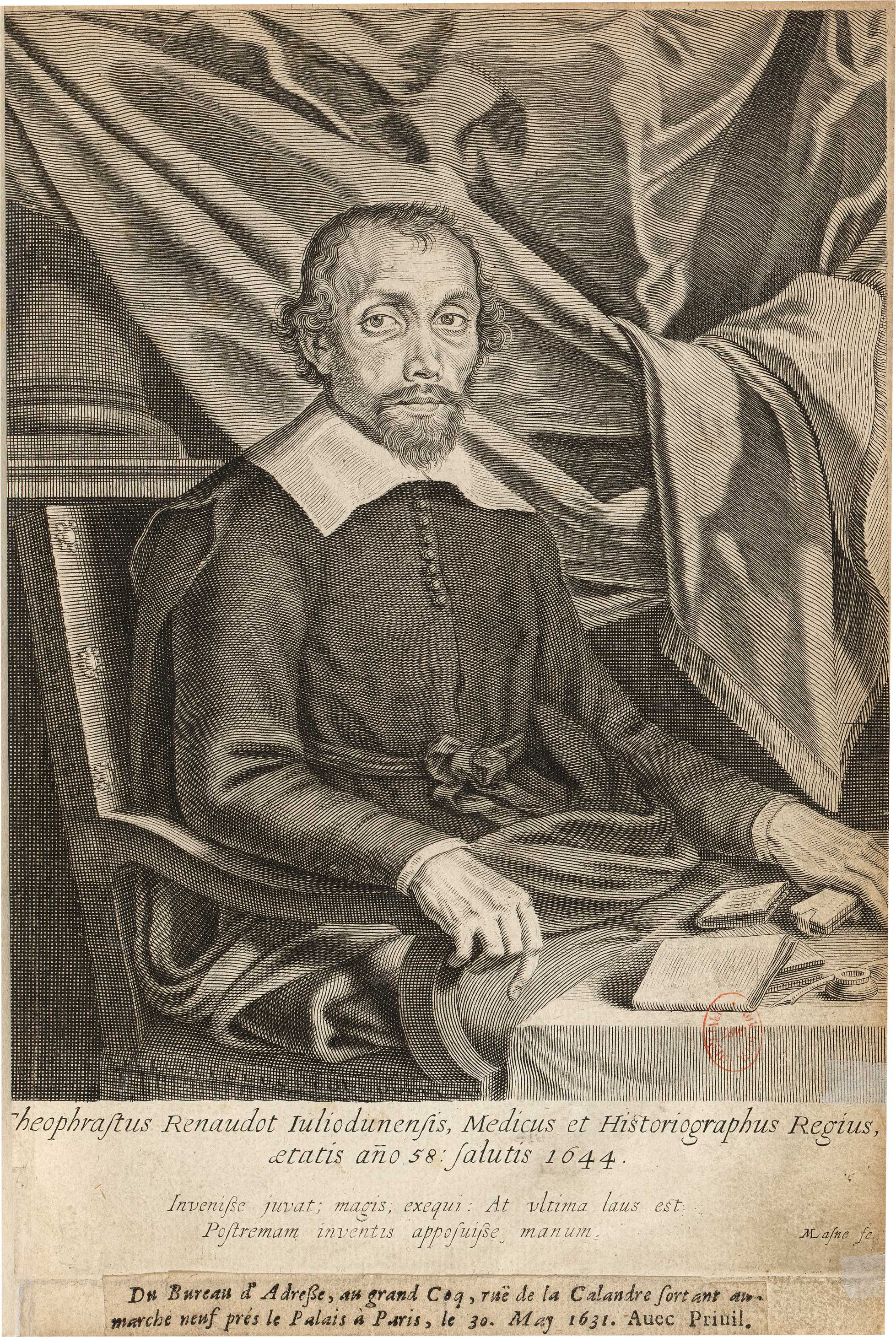
Théophraste Renaudot

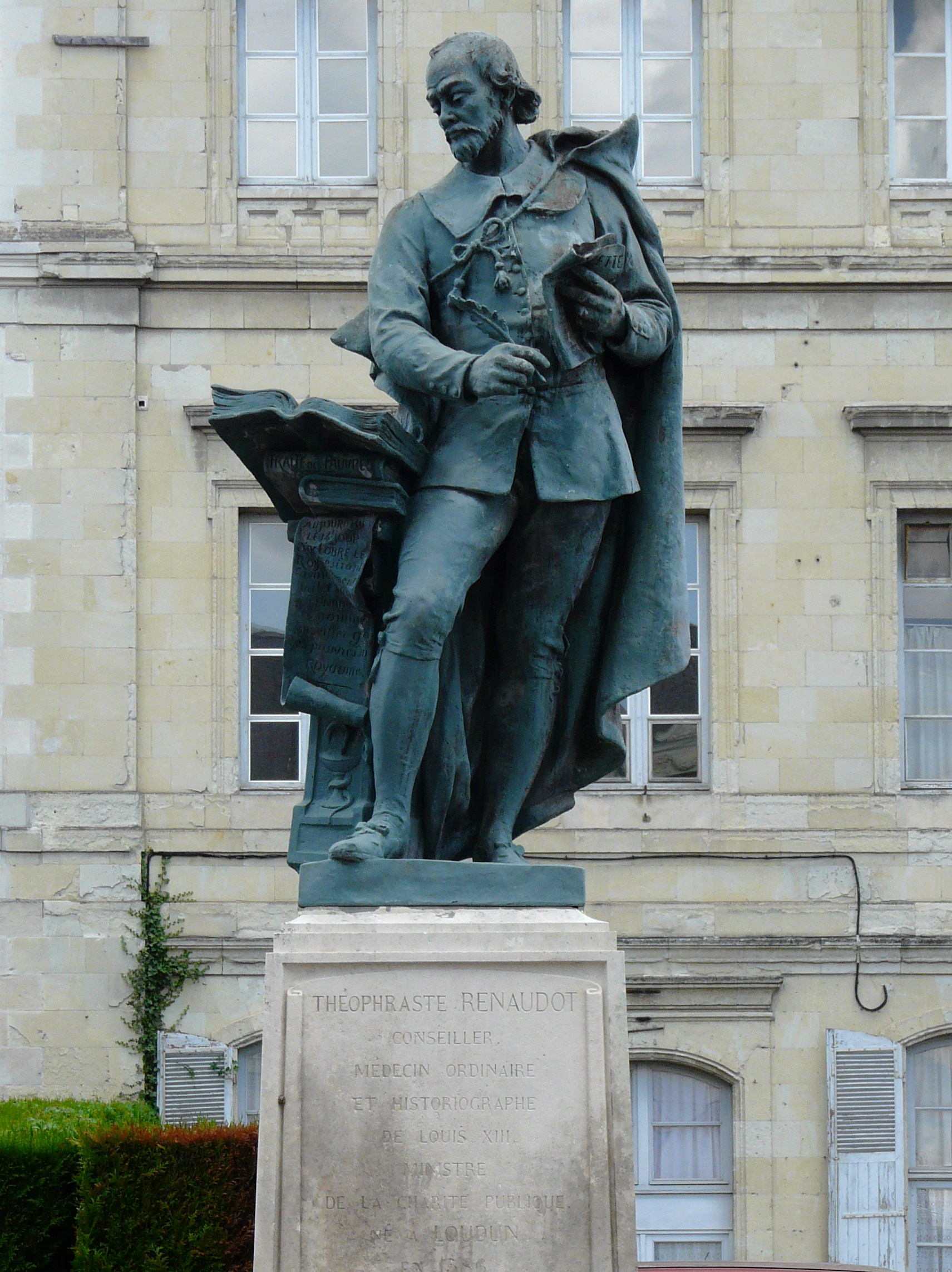
Standbeeld van Théophraste Renaudot in Loudun

Théophraste Renaudot (Loudun, december 1586 – 25 oktober 1653) was een Franse arts, journalist en ondernemer. Hij gaf de eerste krant in Frankrijk uit.

## Biografie
Rendaudot werd geboren in de rue du jeu de Paume in Loudun. Zijn ouders waren net zoals veel van zijn stadsgenoten toen protestants. Zijn vader was afkomstig uit Maine en was privéleraar. Op 16 jaar ging Renaudot studeren in Parijs, waarschijnlijk in het collège Saint-Côme waar protestantse studenten zonder probleem werden toegelaten. Tijdens zijn twee jaar daar liep hij scrufulose op, waardoor hij voor de rest van zijn leven misvormd was.
Hij ging geneeskunde studeren aan de faculteit van Poitiers en toonde zich een briljante student. Hij behaalde zijn doctoraat in 1606 aan de faculteit geneeskunde van de universiteit van Montpellier. Daarna reisde hij naar het buitenland om levenservaring op te doen. 
In 1608 was hij terug in Loudun waar hij trouwde. Hij ontmoette er de monnik François Leclerc du Tremblay, een kennis van zijn vader. Via hem kwam hij in contact met kardinaal de Richelieu. Hij werd een beschermeling van de kardinaal en op 14 oktober 1612 kreeg hij van koning Lodewijk XIII de titel van médecin ordinaire du roi. Hierdoor kreeg hij de machtiging om op het ganse Franse grondgebied geneeskunde uit te oefenen. Op 3 februari 1618 werd hij benoemd tot commissaire général des pauvres met de opdracht een regeling uit te werken voor de armenzorg in het koninkrijk. In 1626 stelde hij zijn Traité des Pauvres hieromtrent voor.
Renaudot had zich intussen in Parijs gevestigd en in 1628 bekeerde hij zich tot het katholicisme. Dit bevorderde zijn mogelijkheden om carrière te maken.
In 1629 opende hij een bureau d’adresses et de rencontres op het Île de la Cité in Parijs, dit was een bureau waar werkzoekenden werkaanbiedingen konden vinden en werkzoekenden en werkgevers met elkaar in contact werden gebracht.
Op 30 mei 1631 gaf Renaudot een eerste nummer van Gazette uit, een wekelijkse uitgave van een viertal pagina's met aanvankelijk enkel buitenlands nieuws. Vanaf het zesde nummer bracht Gazette ook binnenlands nieuws. Renaudot stelde zijn uitgave ten dienst van het koninklijk gezag en verkreeg dan ook het koninklijk privilege op 11 oktober 1631. Dit werd nogmaals bevestigd in 1644 vanwege de nieuwe koning Lodewijk XIV. Gazette kreeg een dagelijks verschijningritme en werd voortgezet door de nazaten van Théophraste Renaudot. Het bleef in de familie tot de helft van de 18e eeuw en bleef verschijnen tot 1915.
In 1637 opende Renaudot een eerste Berg van barmhartigheid in Parijs. En in 1640 begon hij met gratis consultaties voor behoeftige zieken, bekostigd door de betalende consultaties van de andere patiënten.
Na het overlijden van Richelieu in 1642 en van koning Lodewijk XIII het jaar erop verloor Renaudot zijn beschermheren. Hij verloor zijn licentie om geneeskunde uit te oefenen in Parijs.
Op 6 mei 1646 werd hij benoemd tot koninklijk historiograaf en in 1648 nam hij zijn intrek in de Grande Galerie van het Louvre. Daar bleef hij wonen tot zijn dood in 1653.

## Museum
In zijn geboortehuis in Loudun is het Musée Renaudot gevestigd. Hij kreeg er ook een standbeeld.
- Bibliothèque nationale de France: cb12335203c (data)
- Gemeinsame Normdatei: 118936522
- International Standard Name Identifier: 0000 0001 2141 565X
- Library of Congress Control Number: n82058563
- Nationale Bibliotheek van Tsjechië: nlk20010094903
- Nationale bibliotheek van Australië: 36011637
- Nationale Bibliotheek van Israël: 987007277372205171
- Réseau des bibliothèques de Suisse occidentale: 02-A011395804
- Istituto Centrale per il Catalogo Unico: SBLV210775
- SNAC: w6bs052t
- Système universitaire de documentation: 032294751
- Trove: 1184774
- Virtual International Authority File: 83101172
- WorldCat: E39PBJmdpfKyrY89VkDMDPyKh3